# فرم ماک ماژولار
در ریاضیات، فرم ماک ماژولار (به انگلیسی: Mock Modular Form)، بخش هولومورفیک از یک فرم ماس (Maass Form) ضعیف هارمونیک بوده و یک تابع تتای ماک اساساً فرم ماژولار ماکی با وزن 1/2 است. اولین مثال‌ها از توابع تتای ماک توسط سرینیواسا رامانوجان در آخرین نامه‌اش در سال ۱۹۲۰ به گ.هـ. هاردی و در دفترچهٔ گم‌شده‌اش توصیف شده‌است. سندر زووگرز (Sander Zwegers) کشف نمود که افزودن برخی از توابع غیر-هولومورفیک بهشان، آن‌ها را تبدیل به فرم‌های ماس ضعیف می‌کند.

## تاریخچه
«فرض کنید تابعی به فرم اویلری وجود داشته و فرض کنید که تمام نقاط یا بی‌نهایت از آن‌ها، نقاط تکین نمایی باشند، و همچنین فرض کنید که در این نقاط، فرم مجانبی با همان ترتیب و سادگی موارد (A) و (B) نزدیک شود. حال سؤال این است که: آیا این تابع به صورت جمع دو تابعی است که یکی از آن‌ها تابع {\displaystyle \theta } و دیگری تابع (بدیهی) {\displaystyle O(1)} در تمام نقاط {\displaystyle e^{2m\pi i/n}} می‌باشد؟ … وقتی چنین نباشد، من به این تابع، تابع {\displaystyle \theta }ی ماک می‌گویم.»

تعریف اصلی رامانوجان از تابع تتای ماک
نامه ۱۲ ژانویه ۱۹۲۰ میلادی رامانوجان به هاردی، ١٧ مثال از توابعی را که او به نام توابع تتای ماک می‌نامید، فهرست کرده، و دفترچه گم‌شده اش شامل چندین مثال دیگر نیز می‌باشد (منظور رامانوجان از اصطلاح «تابع تتا»، چیزیست که امروزه به یک فرم ماژولار معروف است). رامانوجان اشاره کرد که این توابع دارای بسط مجانبی در کاسپ‌ها بوده، که با فرم‌های ماژولاری با وزن  شباهت داشته، به طوری که احتمالاً دارای قطب‌هایی در کاسپ‌ها بوده اما نمی‌توان آن‌ها را برحسب توابع تتای «معمولی» نوشت. او توابعی با خواص مشابه را «توابع تتای ماک» نامید. زووگرز (Zwegers)، بعدها ارتباط تابع تتای ماک با فرم‌های ماس ضعیف کشف نمود.
رامانوجان به توابع تتای ماکش، مرتبه (order) نسبت داد، که تعریف واضح و مشخصی نداشت. قبل از کار زووگرز، مراتب توابع تتای ماک شناخته شده شامل این موارد بودند:
{\displaystyle 3,5,6,7,8,10.}
مفهوم رامانوجان از مرتبه، بعدها تبدیل به کونداکتورِ کاراکتر نبنتیپوس (Nebentypus character) با فرم‌های ماس هارمونیک از وزن  شد که توابع تتای ماک رامانوجان را به عنوان تصویرهای هولومورفیک می‌پذیرند.

## ارجاعات
1. ↑  Zwegers 2001.
2. ↑  Zwegers 2002.
3. 1 2  Ramanujan 2000, Appendix II.
4. ↑  Ramanujan 1988.
5. 1 2  1 & 2.